# Pier Paolo Bianchi
Pier Paolo Bianchi (* 11. März 1952 in Rimini) ist ein ehemaliger italienischer Motorradrennfahrer und dreifacher Motorrad-Weltmeister.
Im Jahr 2003 wurde Pier Paolo Bianchi vom damaligen Staatspräsidenten Carlo Azeglio Ciampi der Titel Commendatore dell’Ordine al Merito della Repubblica Italiana verliehen.

## Karriere
Pier Paolo Bianchi debütierte in der Motorrad-Weltmeisterschaft im Jahr 1973 als Wildcard-Fahrer beim Grand Prix der Nationen auf Yamaha in der 125-cm³-Klasse. Auch in der folgenden Saison startete er bei diesem WM-Lauf, diesmal auf Minarelli, und erreichte den dritten Platz.
In der Saison 1975 ging Bianchi auf Morbidelli permanent in der 125er-Klasse an den Start. Er erreichte bei sieben Rennen sechs zweite Plätze und wurde hinter seinem Landsmann Paolo Pileri Vize-Weltmeister. Im folgenden Jahr, 1976, gewann der Italiener überlegen die 125-cm³-Weltmeisterschaft. Mit sieben Siegen bei neun ausgetragenen Grands Prix dominierte er die Konkurrenz und siegte überlegen, mit 23 Punkten Vorsprung, vor Ángel Nieto.
In der Saison 1977 wiederholte Pier Paolo Bianchi seinen Vorjahreserfolg sogar noch deutlicher. Bei zehn Rennen gewann er sieben und erreichte insgesamt neun Podiumsplatzierungen. Mit 131 Punkten hatte er am Saisonende 26 Zähler mehr auf dem Konto, als sein ärgster Verfolger Eugenio Lazzarini. Zur Saison 1978 wechselte Bianchi zurück auf Minarelli und erreicht vier Siege, in der Gesamtwertung belegte er den dritten Platz. In der folgenden Saison wurde er nur WM-Zehnter.
1980 startete Pier Paolo Bianchi auf MBA und gewann seinen dritten 125-cm³-Weltmeistertitel. In den folgenden Jahren trat er für mehrere kleinere Hersteller an und konnte nicht die ganz großen Erfolge erringen. In der Saison 1985 stand Bianchi kurz vor seinem vierten Titelgewinn in der 125er-Klasse, konnte aber aufgrund einer Verletzung beim letzten Lauf in San Marino nicht an den Start gehen und verlor den Titel schließlich an seinen Landsmann Fausto Gresini.
Danach gewann Bianchi nur noch ein Rennen und beendete nach der Saison 1989 seine Karriere. Insgesamt absolvierte Pier Paolo Bianchi 111 Grand-Prix-Rennen im Rahmen der Motorrad-WM und gewann 27 davon.

## Erfolge
- 1972 – Italienischer 50-cm³-Bergmeister
- 1973 – Italienischer 50-cm³-Bergmeister
- 1974 – Italienischer 50-cm³-Bergmeister
- 1975 – 125-cm³-Vize-Weltmeister und Italienischer 125-cm³-Meister auf Morbidelli
- 1976 – 125-cm³-Weltmeister und Italienischer 125-cm³-Meister auf Morbidelli
- 1977 – 125-cm³-Weltmeister auf Morbidelli
- 1978 – 125-cm³-WM-Dritter auf Minarelli
- 1980 – 125-cm³-Weltmeister und Italienischer 125-cm³-Meister auf MBA
- 1981 – 125-cm³-WM-Dritter auf MBA
- 1984 – 80-cm³-WM-Dritter auf HuVo-Casal und Italienischer 125-cm³-Bergmeister
- 1985 – 125-cm³-Vize-Weltmeister auf MBA und Italienischer F4-Bergmeister
- 27 Grand-Prix-Siege